# Frank Gehry
Frank Owen Gehry, nascido Ephraim Owen Goldberg (Toronto, 28 de fevereiro de 1929), é um arquiteto canadense com nacionalidade estadunidense. É o ganhador do Prémio Pritzker de 1989, com o projeto do Walt Disney Concert Hall em Los Angeles, Estados Unidos da América.
Nascido numa família judaica, Gehry emigrou aos dezessete anos para Los Angeles, onde se graduou na Universidade do Sul da Califórnia em arquitetura. Posteriormente estudou planejamento urbano na Universidade Harvard. Atualmente vive em Los Angeles.
Em 2007 projectou para o Walt Disney Concert Hall um palco desmontável inspirado em taberna lisboeta, especialmente para a actuação da cantora portuguesa Mariza. Foi a primeira vez que Gehry trabalhou com artista musical.

## Estilo
Continuamente trabalhando entre circunstâncias determinadas e materializações imprevistas, Gehry foi avaliado pelo jornal australiano The Sydney Morning Herald como alguém que "nos faz produzir edifícios que são divertidos, esculturalmente emocionantes, boas experiências" apesar de sua abordagem poder tornar-se "menos relevante devido à pressão crescente de realizar mais com menos".

### Controvérsia
O historiador de arte Hal Foster compreende a arquitetura de Gehry como, primordialmente, a serviço de branding corporativo. Crítica a seu trabalho inclui reclamações sobre falhas de projeto como a criação de formas disfuncionais nos edifícios o que leva ao desperdício de recursos estruturais, a inadequação dos volumes a seus arredores e como não melhoram o contexto público de suas locações, além de aparentemente serem desenhados sem considerar o clima local.
A revista estadunidense Jacobin aponta que a obra de Gehry pode ser resumida como arquitetura para a classe alta, no sentido de que é cara, embaraçada, e não serve aos interesses da grande maioria. De fato, Gehry repudia a arquitetura comum, que indivíduos ordinários tendem a utilizar como abrigo, ao declarar que "no mundo em que vivemos 98 por cento do que é construído e projetado hoje é pura merda".

## Galeria

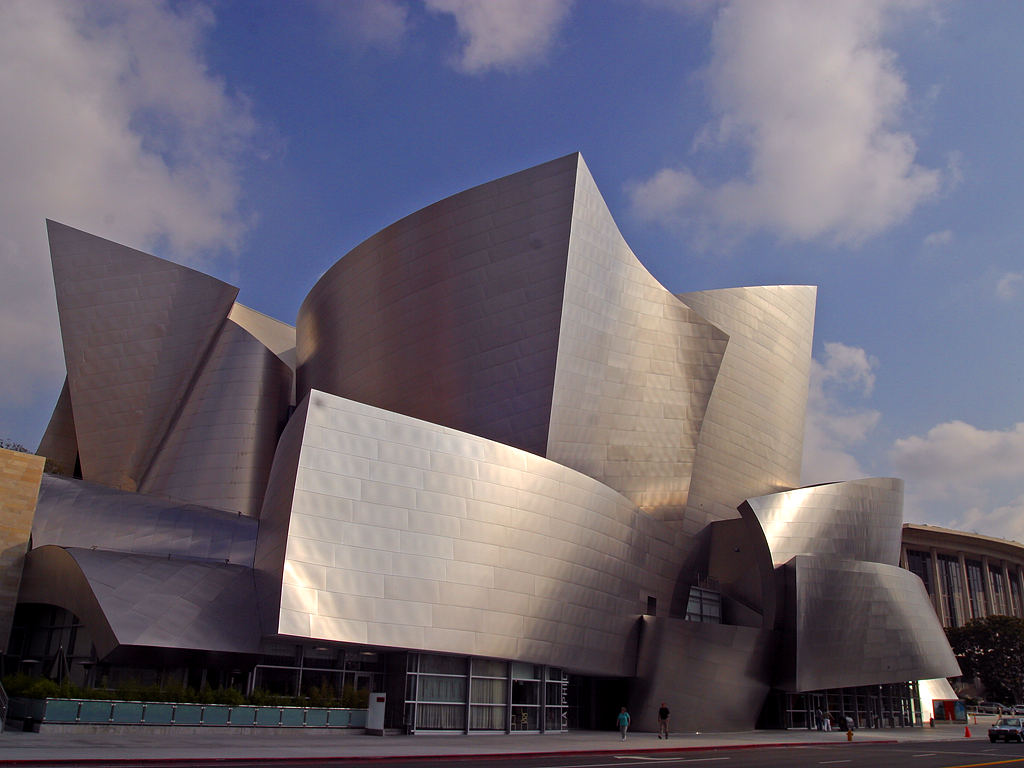
Walt Disney Concert Hall (Los Angeles, Estados Unidos da América)
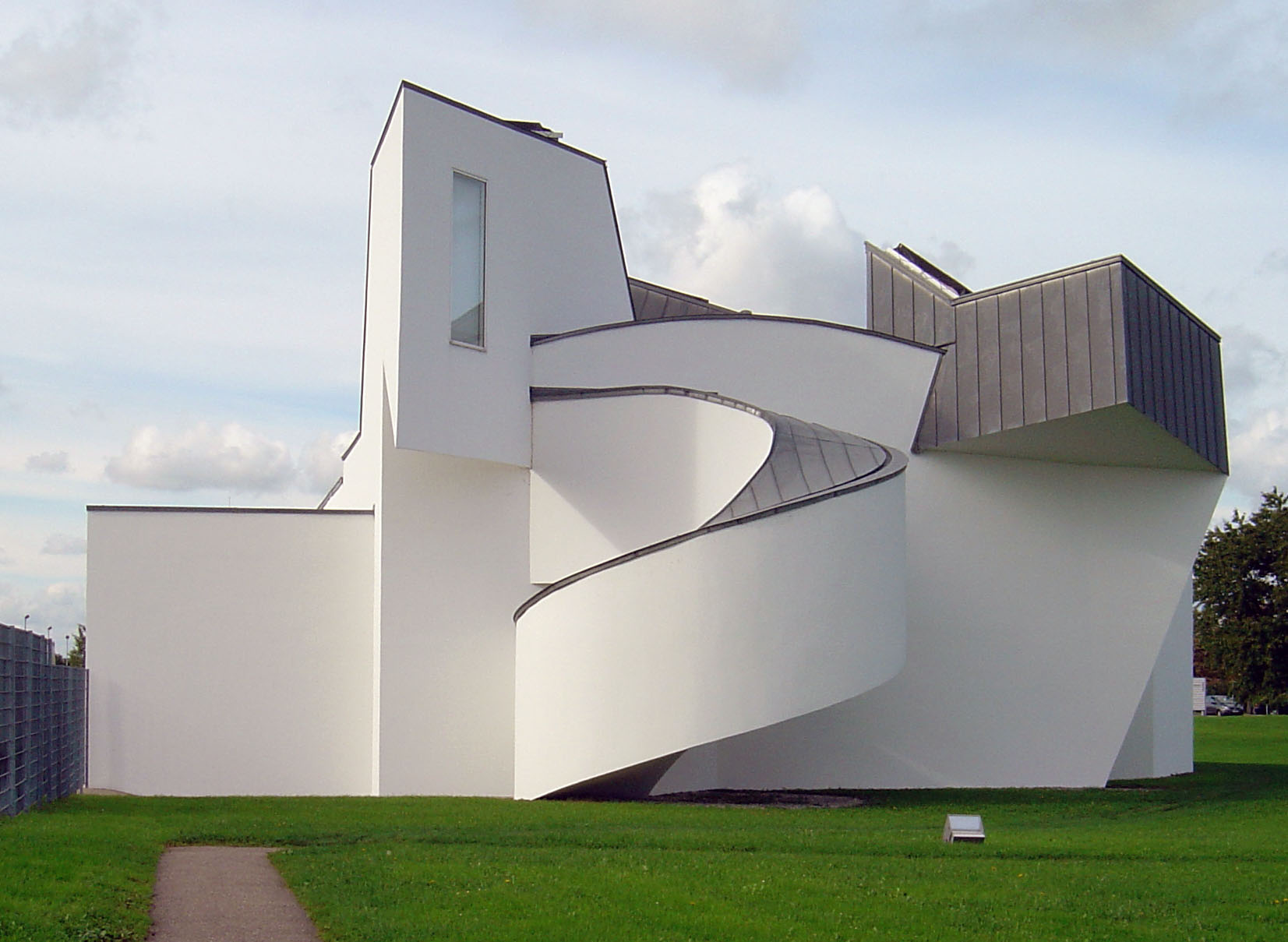
Vitra Design Museum (Weil am Rhein, Alemanha)
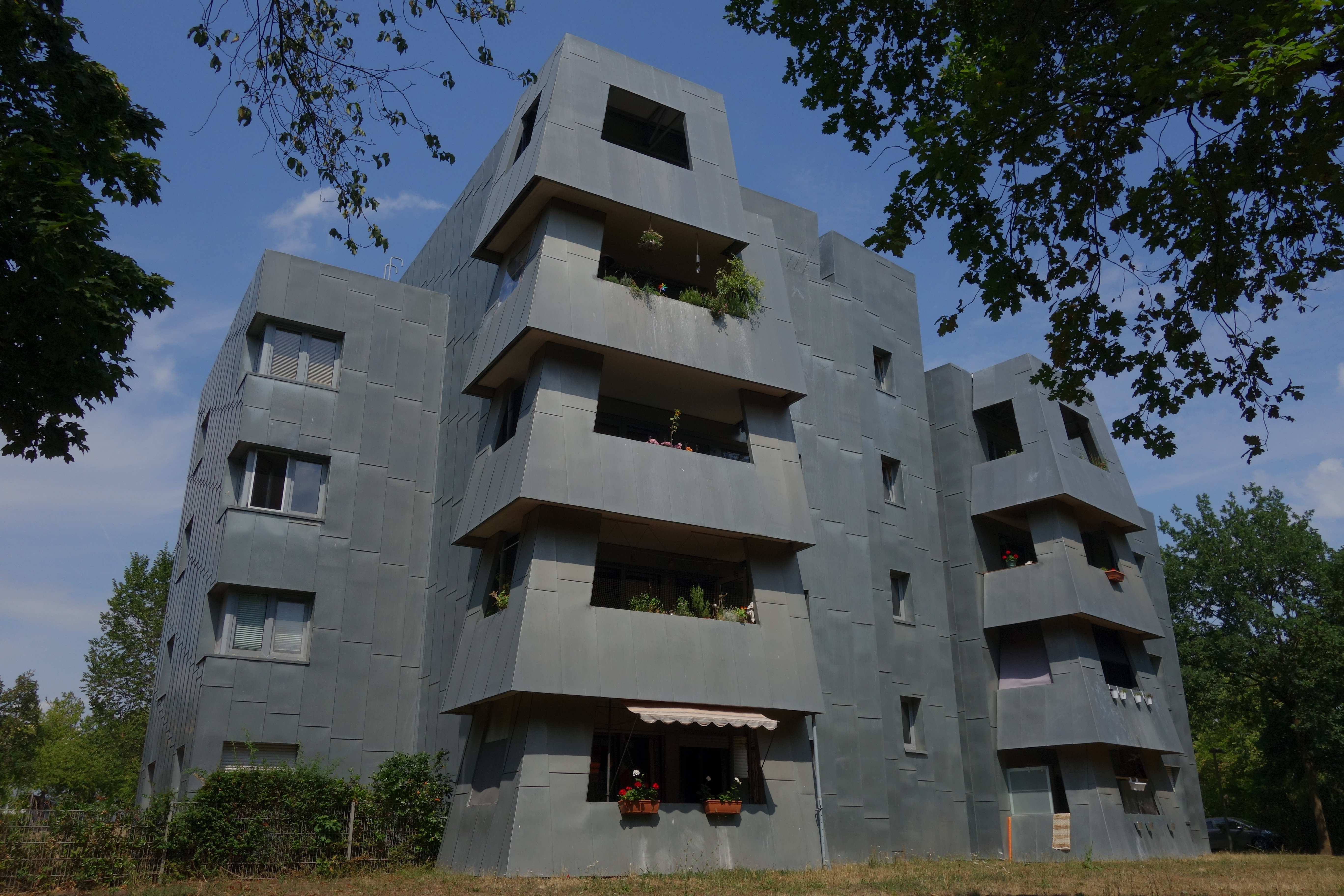
Habitação social (Frankfurt, Alemanha)
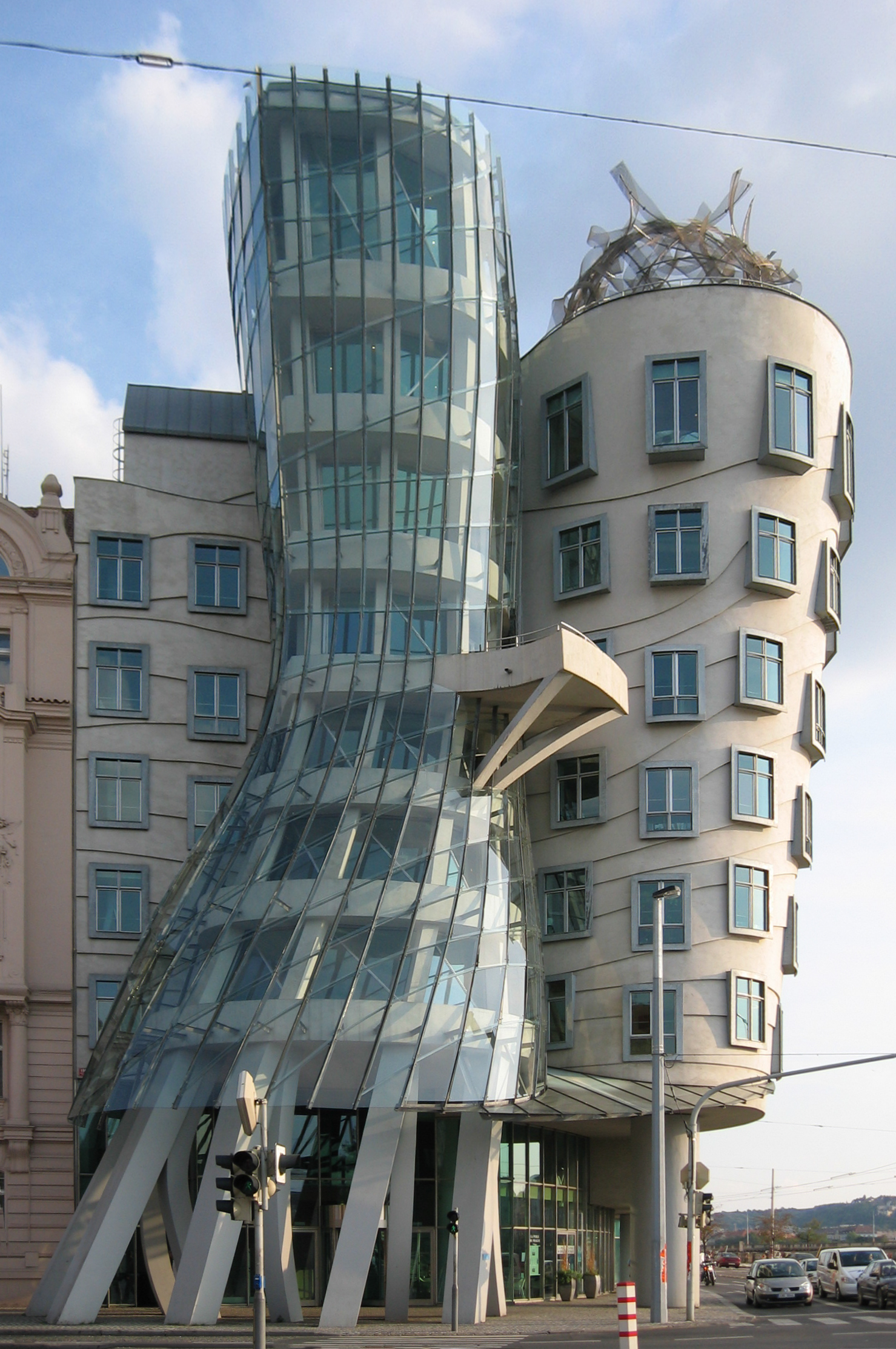
Casa Dançante (Praga, Chéquia)
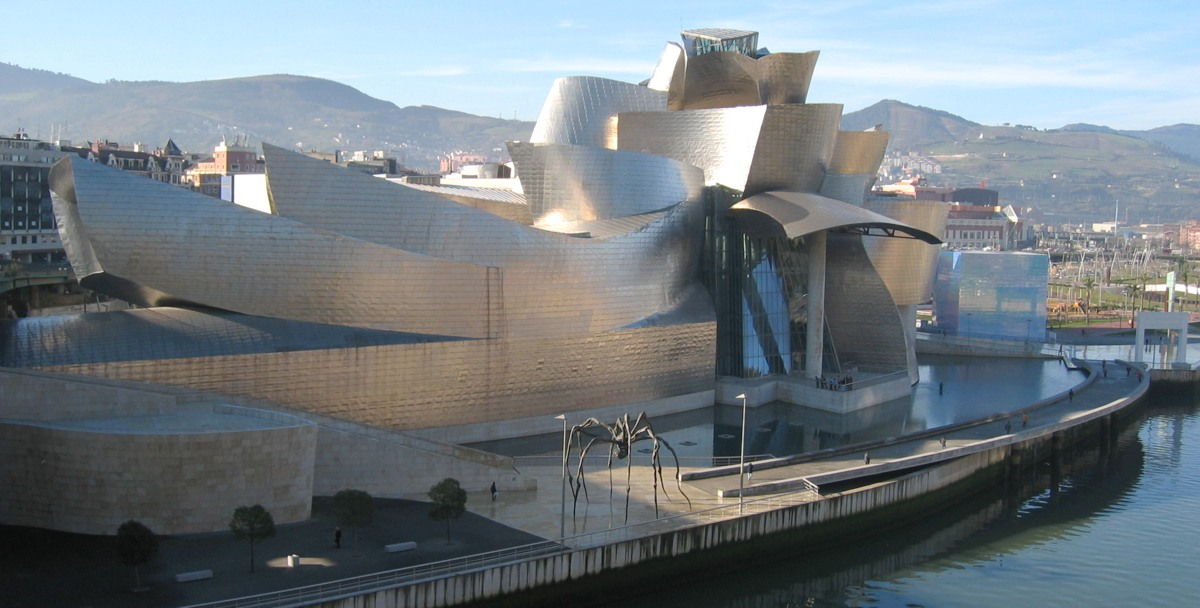
Museu Guggenheim (Bilbau, Espanha)
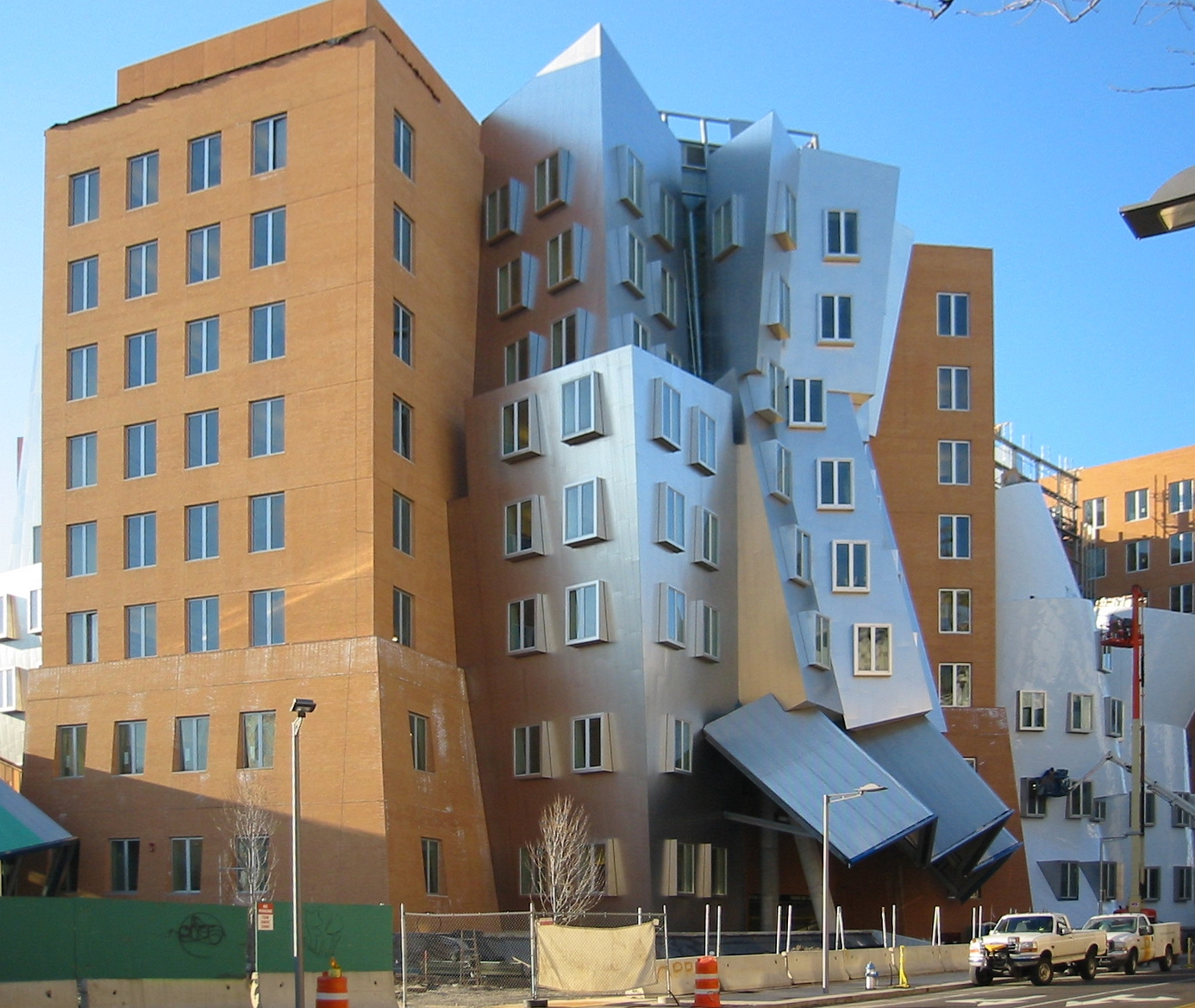
Centro Stata (Cambridge, Estados Unidos da América)
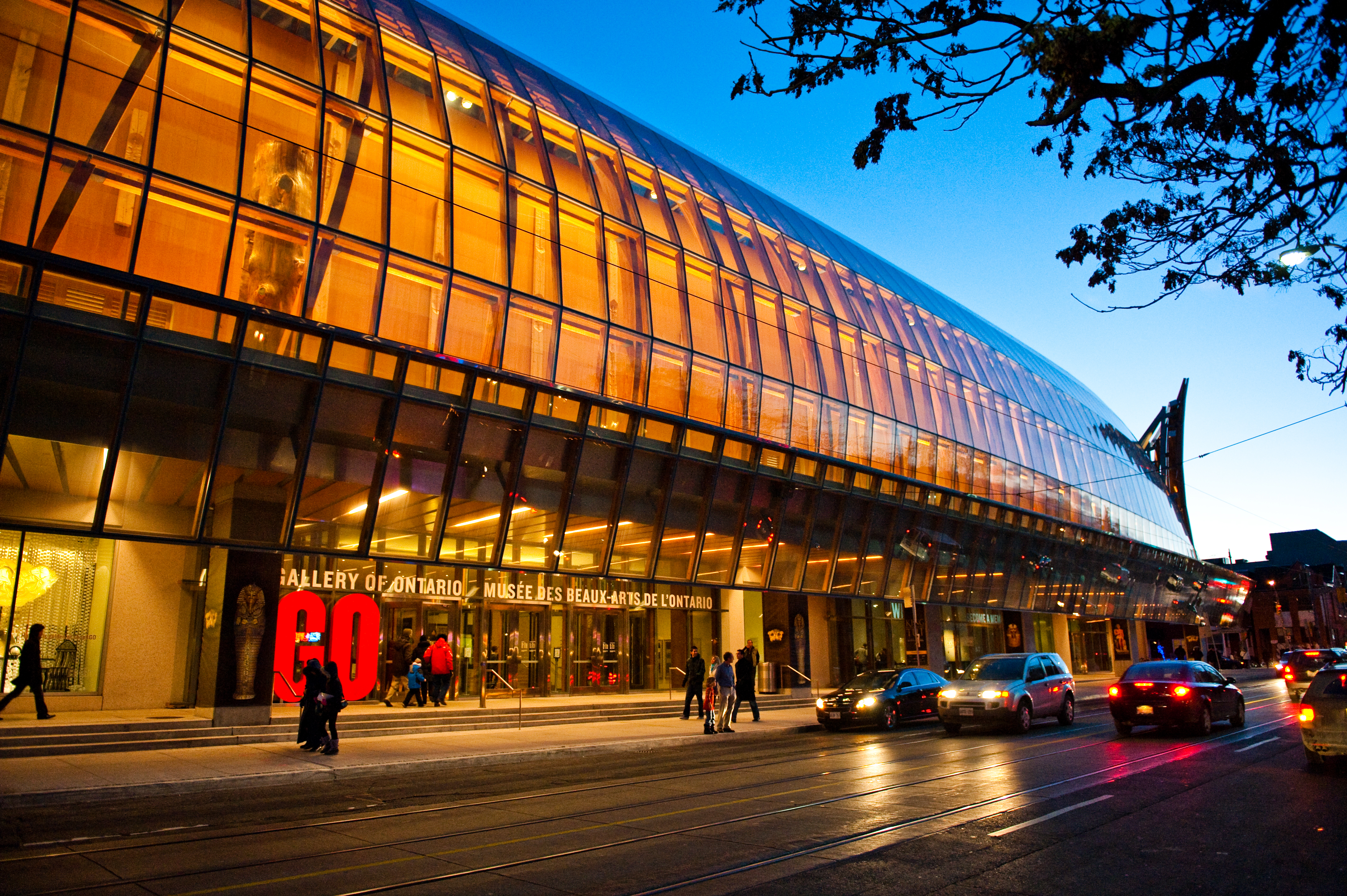
Galeria de Arte de Ontário (Toronto, Canadá)
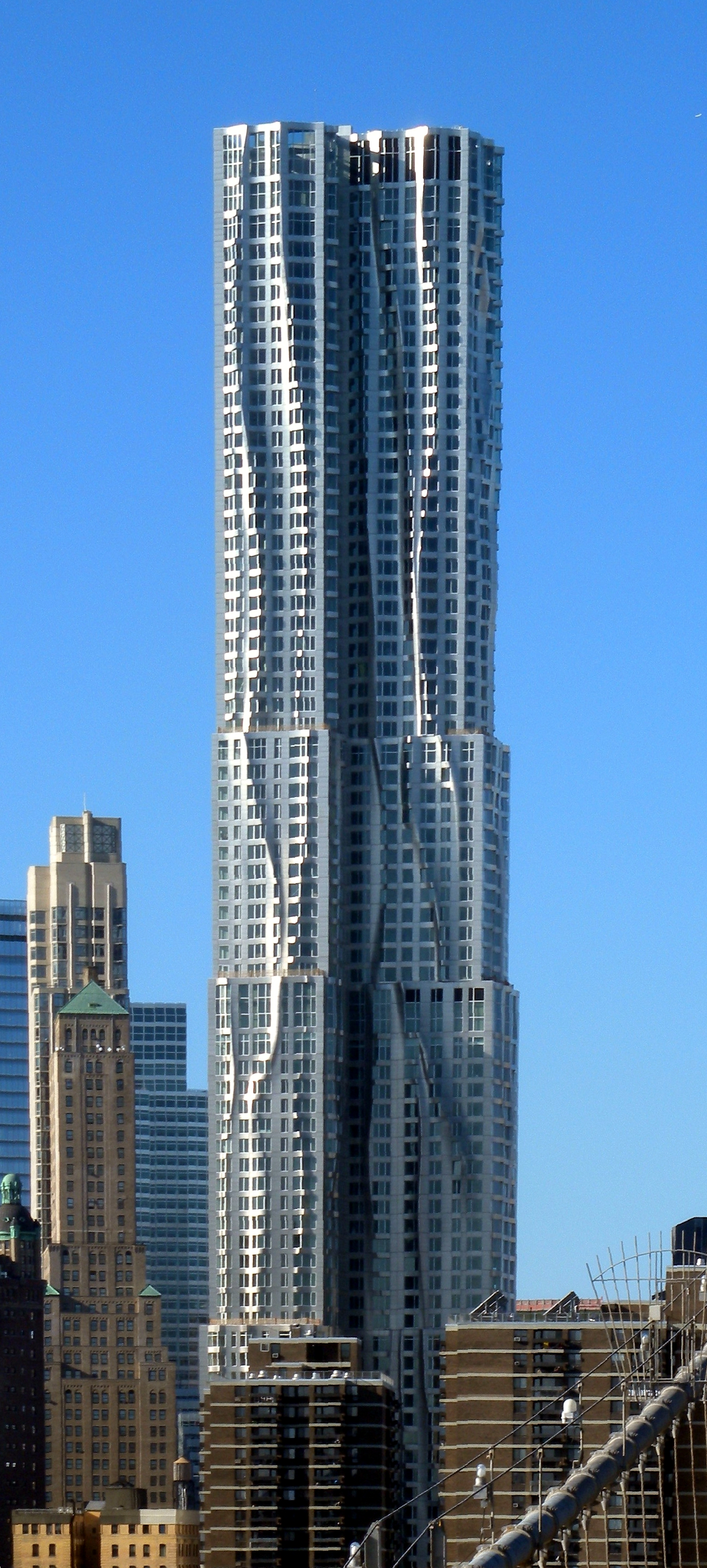
8 Spruce Street (Nova Iorque, E.U.A.)